# Biston sinuata
Biston sinuata  är en fjärilsart som beskrevs av George Francis Hampson 1895. Biston sinuata  ingår i släktet Biston och familjen mätare, Geometridae. Inga underarter finns listade i Catalogue of Life.